# Miranda Otto
Miranda Otto (Brisbane, 16 december 1967) is een Australisch actrice, wellicht het meest bekend als haar rol van Éowyn in de verfilming van The Lord of the Rings (2001-2003) door Peter Jackson.
Zij werd geboren in een acteursgezin, haar vader Barry Otto is acteur, en haar moeder Lindsay stopte met acteren toen Otto werd geboren. Otto's halfzus Gracie Otto is ook actrice. Als scholiere speelde Otto toneel, en werd ontdekt door filmproducent Faith Martin waarna ze een rol kreeg in het oorlogsdrama Emma's War. Ze studeerde aan de toneelschool in Sydney in 1990.
Otto startte haar carrière als actrice op negentienjarige leeftijd in Australische films, en kwam in Hollywood in de schijnwerpers met haar bijrollen in The Thin Red Line (1998) en What Lies Beneath (2000). Ze brak door met haar rol van Éowyn in The Two Towers en The Return of the King, de nicht van Koning Théoden en heimelijk bewonderaar van Aragorn.

## Filmografie (selectie)
| Jaar | titel                                         | rol               |
| ---- | --------------------------------------------- | ----------------- |
| 1986 | Emma's War                                    | Emma Grange       |
| 1987 | Initiation                                    | Stevie            |
| 1988 | The 13th Floor                                | Rebecca           |
| 1991 | The Girl Who Came Late                        | Nell Tiscowitz    |
| 1992 | Heroes II: The Return                         | Roma Page         |
| 1992 | The Last Days of Chez Nous                    | Annie             |
| 1993 | The Nostradamus Kid                           | Jennie O'Brien    |
| 1995 | Sex Is a Four Letter Word                     | Viv               |
| 1996 | Love Serenade                                 | Dimity Hurley     |
| 1997 | The Well                                      | Katherine         |
| 1997 | True Love and Chaos                           | Mimi              |
| 1997 | Doing Time for Patsy Cline                    | Patsy             |
| 1998 | Dead Letter Office                            | Alice Walsh       |
| 1998 | In the Winter Dark                            | Ronnie            |
| 1998 | The Thin Red Line                             | Marty Bell        |
| 1999 | The Jack Bull                                 | Cora Redding      |
| 2000 | Kin                                           | Anna              |
| 2000 | What Lies Beneath                             | Mary Feur         |
| 2001 | Human Nature                                  | Gabrielle         |
| 2001 | The Way We Live Now                           | Mrs. Hurtle       |
| 2002 | Doctor Sleep                                  | Clara Strother    |
| 2002 | Julie Walking Home                            | Julie             |
| 2002 | The Lord of the Rings: The Two Towers         | Éowyn             |
| 2003 | Danny Deckchair                               | Glenda Lake       |
| 2003 | The Lord of the Rings: The Return of the King | Eowyn             |
| 2004 | In My Father's Den                            | Penny             |
| 2004 | Through My Eyes: The Lindy Chamberlain Story  | Lindy Chamberlain |
| 2004 | Flight of the Phoenix                         | Kelly             |
| 2005 | War of the Worlds                             | Mary Ann Ferrier  |
| 2007 | The Starter Wife                              | Cricket Stewart   |
| 2007 | Cashmere Mafia                                | Juliet Draper     |
| 2008 | How to Change in 9 Weeks                      |                   |
| 2015 | Homeland                                      | Allison Carr      |
| 2017 | Annabelle: Creation                           | Mrs. Mullins      |
| 2018 | Chilling Adventures of Sabrina                | Zelda Spellman    |
| 2020 | Downhill                                      | Charlotte         |
| 2022 | Talk to Me                                    | Sue               |